# قلنسوي
القلنسوي أو حرباء القلنسوة (الاسم العلمي: Calumma)، هو جنس من الحرباء المتوطنة حصرًا في مدغشقر. نُقل النوع المعروف سابقًا باسم قلنسوي نمري (Calumma tigris ) إلى جنس الحرباء البدائية (Archaius) بواسطة Townsend et al، عندما وجدوا أنه أقرب إلى حرباء ريبيل منهُ إلى القلنسوي. تُعرف أقدم أحفورة لهذا الجنس من العصر الميوسيني المبكر في كينيا، مما يدل على أن الجنس نشأ في إفريقيا.